# Harohalli, Hunsur
Harohalli là một làng thuộc tehsil Hunsur, huyện Mysore, bang Karnataka, Ấn Độ.